# Zákány megállóhely
Zákány megállóhely egy Somogy vármegyei vasúti megállóhely Zákány településen, a MÁV üzemeltetésében. A település délnyugati részén található, a 6804-es úttól nem messze, de közúti elérését csak önkormányzati utak biztosítják.

## Vasútvonalak
A megállóhelyet az alábbi vasútvonalak érintik:
- Murakeresztúr–Szentlőrinc-vasútvonal

## Kapcsolódó állomások
A megállóhelyhez az alábbi állomások vannak a legközelebb:
- Őrtilos vasútállomás (Murakeresztúr–Szentlőrinc-vasútvonal)
- Gyékényes vasútállomás (Murakeresztúr–Szentlőrinc-vasútvonal)

## Forgalom
| Járat        | Útvonal | Gyakoriság                                    |
| ------------ | --- | --------------------------------------------- |
| személyvonat | Nagykanizsa – Murakeresztúr – Őrtilos – Zákány – Gyékényes | Napi 1-2 pár                                  |
| személyvonat | Nagykanizsa – Murakeresztúr – Őrtilos – Zákány – Gyékényes – Berzence – Somogyudvarhely – Bélavár – Vízvár – Babócsa – Péterhida-Komlósd – Barcs – Barcs felső – Középrigóc – Darány – Kisdobsza – Nemeske – Molvány – Szigetvár – Nagypeterd – Szentdénes – Szentlőrinc – Bicsérd – Mecsekalja-Cserkút – Pécs                                                          | Napi 1-2 pár                                  |
| személyvonat | Dombóvár – Dombóvár alsó – Kapospula – Attala – Csoma-Szabadi – Nagyberki – Baté – Kaposhomok – Taszár – Kaposszentjakab – Kaposvár – Kaposújlak – Kaposmérő – Kaposfő – Kiskorpád – Jákó-Nagybajom – Kutas – Beleg – Ötvöskónyi – Somogyszob – Bolhás – Szenta – Zrínyitelep – Csurgó – Porrogszentkirály – Gyékényes – Zákány – Őrtilos – Murakeresztúr – Nagykanizsa | Nagykanizsa felé napi 3, Dombóvár felé napi 5 |